# Bravest
「Bravest」（ブレイベスト）は、向井太一の配信限定シングル。2021年10月13日に配信が開始された。

## 解説
シングルとしては、前作「Don’t Lie（English ver.）」から約3か月ぶりのリリースとなる配信限定シングルである。楽曲は、テレビ東京系列テレビアニメ『ドラゴンクエスト ダイの大冒険』の2年目のオープニングテーマとして書き下ろされており、歌詞にはアニメの世界観を連想させる言葉が散りばめられている。また、今を生きる人たちを力強く鼓舞するメッセージも込められている。
ミュージックビデオの監督は映像ディレクターの中澤太。スタイリングは向井自身が手掛けており、TOMO KOIZUMIの衣装を着用している。

## 収録曲
1. Bravest
作詞：向井太一、GASHIMA
作曲：CELSIOR COUPE、向井太一
編曲：CELSIOR COUPE